# شرکت بازرگانی توسعه معدن کره
شرکت بازرگانی توسعه معدن کره (انگلیسی: Korea Mining and Development Trading Corporation) شرکت صنایع جنگ‌افزاری در کره شمالی است، که در سال ۲۰۰۵ توسط دولت کره شمالی تأسیس شد. این شرکت در زمینه ساخت و تولید موشک بالستیک و جنگ‌افزارهای متعارف فعالیت می‌کند و هم‌اکنون تحت تحریم‌های بین‌المللی قرار دارد.